# Hasitha Chanaka
Hasitha Chanaka Manani Hewa (singhalesisch හසිත චානක, Hasita Cānaka; * 24. August 1984) ist ein sri-lankischer Badmintonspieler. 

## Karriere
Hasitha Chanaka wurde 2007 erstmals nationaler Meister in Sri Lanka. Ein weiterer Titelgewinn folgten 2009. Bei den Südasienspielen 2010 gewann er Bronze im Einzel und Silber mit dem Team. Bei den Bangladesh International 2011 und den Maldives International 2012 belegte er jeweils Rang zwei.